# Собор Святого Карла (Відень)
Церква Святого Карла Борромея у Відні (нім. Wiener Karlskirche) — католицька церква, розміщена в південній частині площі Карлс-плац у Відні (Австрія). Церква є одним з видатних прикладів стилю віденського бароко. Особливо виділяється величезний купол і 2 колони по краях. Також архітектурне рішення собору включає в себе портик в грецькому стилі, павільйони. Висота храму — 72 метри. Архітектори — Йоганн Бернгард і Йозеф Емануель Фішер фон Ерлахи.

## Історія
У 1713 році, через рік після страшної епідемії чуми, імператор Карл VI Габсбург дав обітницю побудувати храм на честь свого покровителя, католицького святого Карла Борромея. Був оголошений конкурс, який виграв Йоган Бернгард Фішер фон Ерлах. У 1716 році почалося будівництво. У 1723 році Йоганн помер і будівництво продовжив його син Йозеф, дещо змінивши початковий задум батька. У 1737 році будівництво було завершено.

## Архітектура
Церква вийшла вельми незвичайна, вона об'єднувала елементи різних стилів і епох: давньогрецький портик, давньоримські колони, на зразок Траянової, два барочних павільйони і великий купол, що нагадує купол Собору Святого Петра. Поставлена серед садів, на відкритому підвищенні за межами укріплень міста, вона стала головною спорудою серед барокових палаців заміського кільця і разом з Собором Святого Стефана визначила силует міста в цілому. В основу плану було покладено улюблений Фішером овал. Подібно до світських будівель церква є мальовничим зрощенням декількох елементів. Овал, розташований на головній осі плану, доповнюють симетрично згруповані біля нього частини, з яких бічні павільйони-проїзди не мали прямого відношення до призначення церкви. Ще більш відокремленими представляються дзвіниці, уподібнені до колон Траяна. Введення додаткових частин говорить про нове розуміння архітектури культової будівлі. Це скоріше світська споруда, хоча при зведенні будівлі їй надавався чисто релігійний сенс.
Дзвіниці — «колони Траяна» і колонний портик, споріднений з портиком римського Пантеону, надають споруді Фішера характер античної строгості. Рисами стриманості відзначені і його світські споруди і фантастичні реконструкції пам'яток старовини в «Історичній архітектурі».
Завдяки введенню додаткових елементів силует будівлі значно збагатився. При обході церкви ці частини видно в різних ракурсах і різних положеннях що-до купола, який перекриває овал плану. Інтер'єр церкви, що зводиться в основі до овального залу, оформлений дуже стримано. Головну увагу архітектора було направлено на створення зовнішньої помпезної композиції.
Перед входом до церкви стоять ангели, які є символами Старого і Нового Завіту. На фасаді будівлі можна побачити зображення 4 чеснот: Покаяння, Милосердя, Смирення і Віри. Також тут зображений святий Карло, який охороняв Відень від епідемії. Цю тему можна побачити і на колонах, які розміщені по обидва боки від головного входу. На рельєфі фронтону зображені муки міських жителів під час епідемії чуми.
На даний момент церква працює як музей.

### Іконографія
Ікони собору, крім життя Карло Борромео, оповідають про чотири головні чесноти (розсудливість, хоробрість, помірність у всьому, справедливість). Авторами фресок є Себастьяно Річчі, Йоханн-Міхаель Роттмайр, Мартин Альтомонте і Даніель Гран. Головний вівтар прикрашає ліпний рельєф, що зображає св. Карла Борромео, піднесеного в рай на хмарі в оточенні ангелів і херувимів. До вершини купола можна піднятися на ліфті.

## Галерея

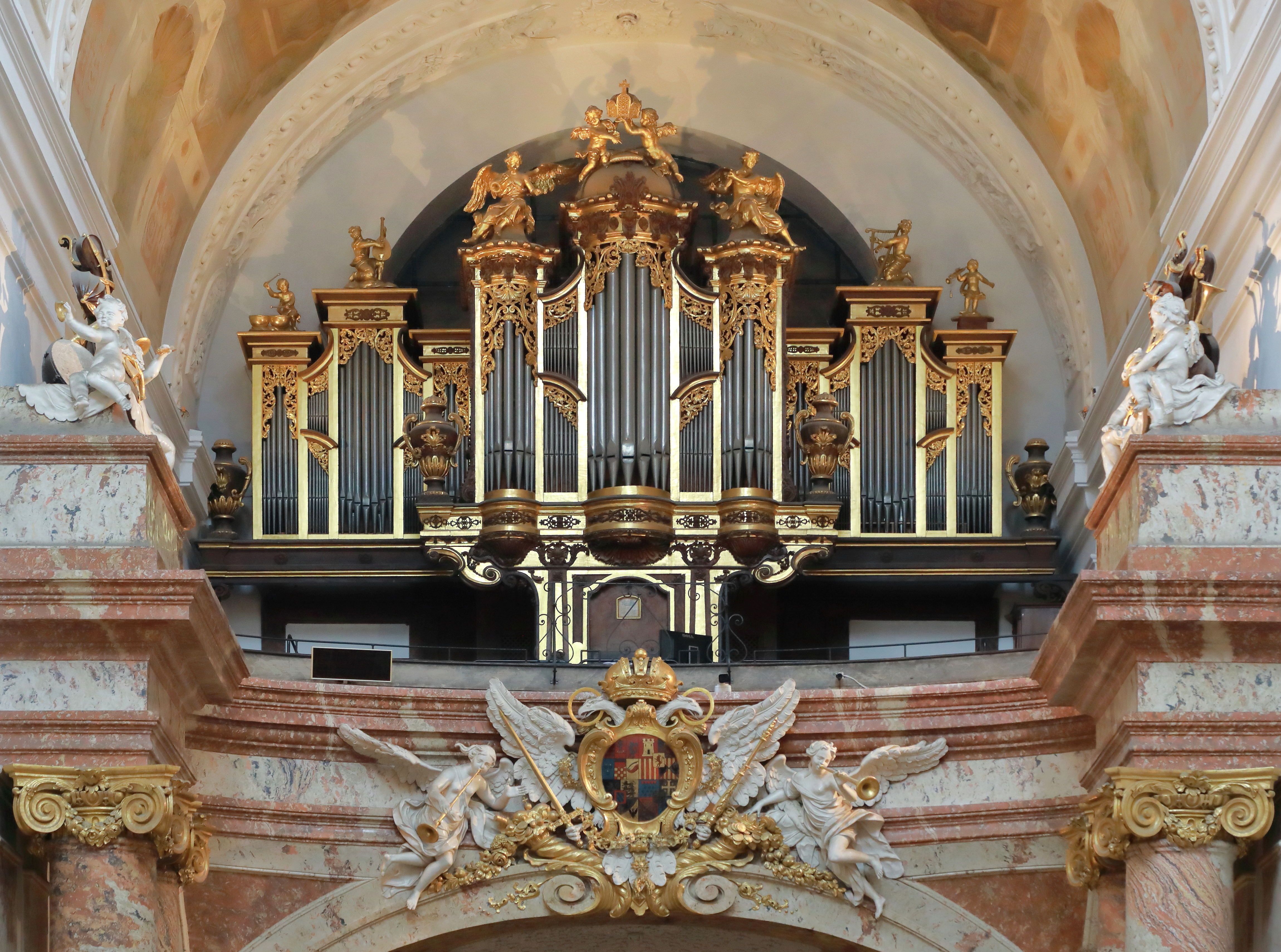
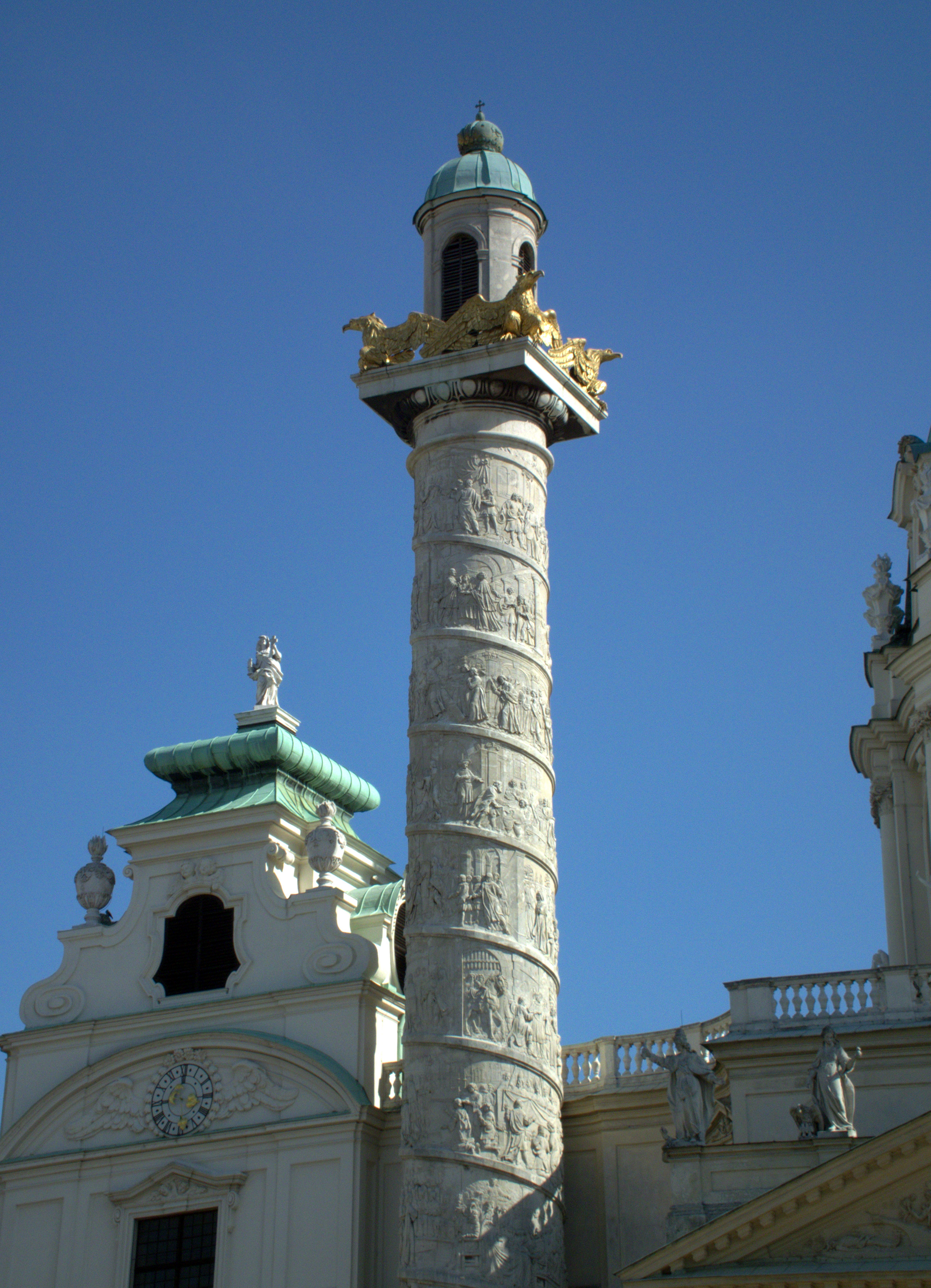
Вежа
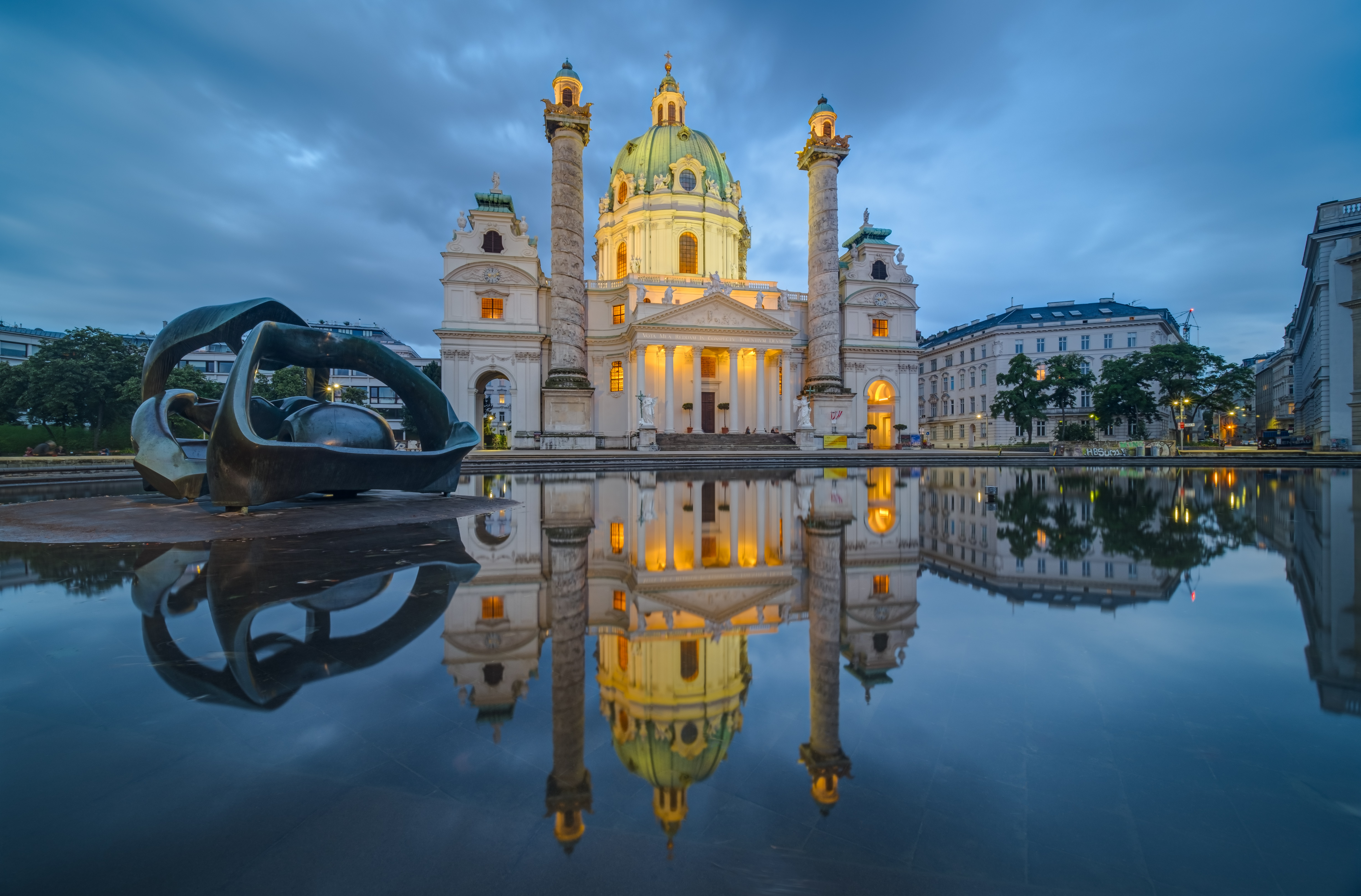
Собор вночі

### Використані джерела
1. http://kannelura.info/?p=5315 [Архівовано 21 січня 2018 у Wayback Machine.]
2. http://venividi.ru/node/25627 [Архівовано 18 січня 2018 у Wayback Machine.]